# گرنا
گرنا، روستایی است از توابع بخش لاریجان شهرستان آمل در استان مازندران ایران.